# فرودگاه سانری
فرودگاه سانری (به انگلیسی: Sonari Airport) یک فرودگاه همگانی با کد یاتا IXW است که یک باند فرود آسفالت دارد و طول باند آن ۱۲۲۲ متر است. این فرودگاه در شهر جمشدپور کشور هند قرار دارد و در ارتفاع ۱۴۶ متری از سطح دریا واقع شده است.